# 諸人登山
「諸人登山」（しょじんとざん）は、葛飾北斎の名所浮世絵揃物『冨嶽三十六景』全46図中の1図。落款は「前北斎為一筆」とある。

## 概要
本作は『冨嶽三十六景』の中で唯一富士山頂を画題とした作品となっている。『冨嶽三十六景』はその刊行順序について明確な資料が残されていないが、落款や他の作品との系統差異により、本作品が『冨嶽三十六景』の最終作品であると見られている。画中の金剛杖を手に行衣をまとった人々は富士信仰を背景とした富士講と呼ばれる一派である。富士詣という修行のひとつである登山行事を行っており、山頂の噴火口を一周するお鉢巡りをしているシーンが描かれている。懸命に登る者、岩室の中で体を寄せ合っている者、疲れ果てて座り込んでいる者など、様々な人物が描かれている。左側がやや赤みを帯びて輝いており、岩室にうっすらと光が差していることから、日の出直前の早朝であると考えられる。画面中央の梯子から、馬の背を伝って剣ヶ峰へと続く駒ヶ嶽周辺の様子であると考えられる。富士講の一派については後年の絵本『富嶽百景』においても「不二の山明キ」「辷リ」「不二の室」「八堺廻の不二」などで題材選定されており、北斎の富士講に対する強い興味が垣間見える。
|  |  |  |